# Chartreuse de Nonenque
La chartreuse de Nonenque est un monastère de moniales-ermites cartusiennes sis dans la commune de Marnhagues-et-Latour, en Aveyron et dépendant du diocèse de Rodez (ancien diocèse de Vabres).

## Histoire
Revenant d'exil en France en 1927, un groupe de moniales cartusiennes s'installent dans les bâtiments d'une ancienne abbaye cistercienne datant du XIIe siècle fermée lors de la révolution française.     
Bâtis au pied de deux montagnes et sur le bord de la rivière El-Nonenque, les bâtiments de l'ancienne abbaye de moniales cisterciennes de Nonenque (Elnona, Annonenca), également connue sous le nom d'abbaye de Noningues, fondée en 1146 et supprimée à la Révolution française sont réoccupés en 1927 par des moniales cartusiennes et devient la Chartreuse du Précieux Sang de Nonenque.